# کارکس کاسیکی
کارکس کاسیکی (نام علمی: Carex cusickii) نام یک گونه از سرده جگن است.